# (5970) Ohdohrikouen
(5970) Ohdohrikouen (1991 JS1) – planetoida z pasa głównego asteroid okrążająca Słońce w ciągu 3,27 lat w średniej odległości 2,2 j.a. Odkryta 13 maja 1991 roku.